# 平鎮廣隆宮
24°57′04″N 121°12′21″E / 24.951032°N 121.205754°E
平鎮廣隆宮，是位於臺灣桃園市平鎮區復興里的土地祠，為宋屋地區九個里的信仰中心，其土地神稱為「大伯公」。

## 沿革

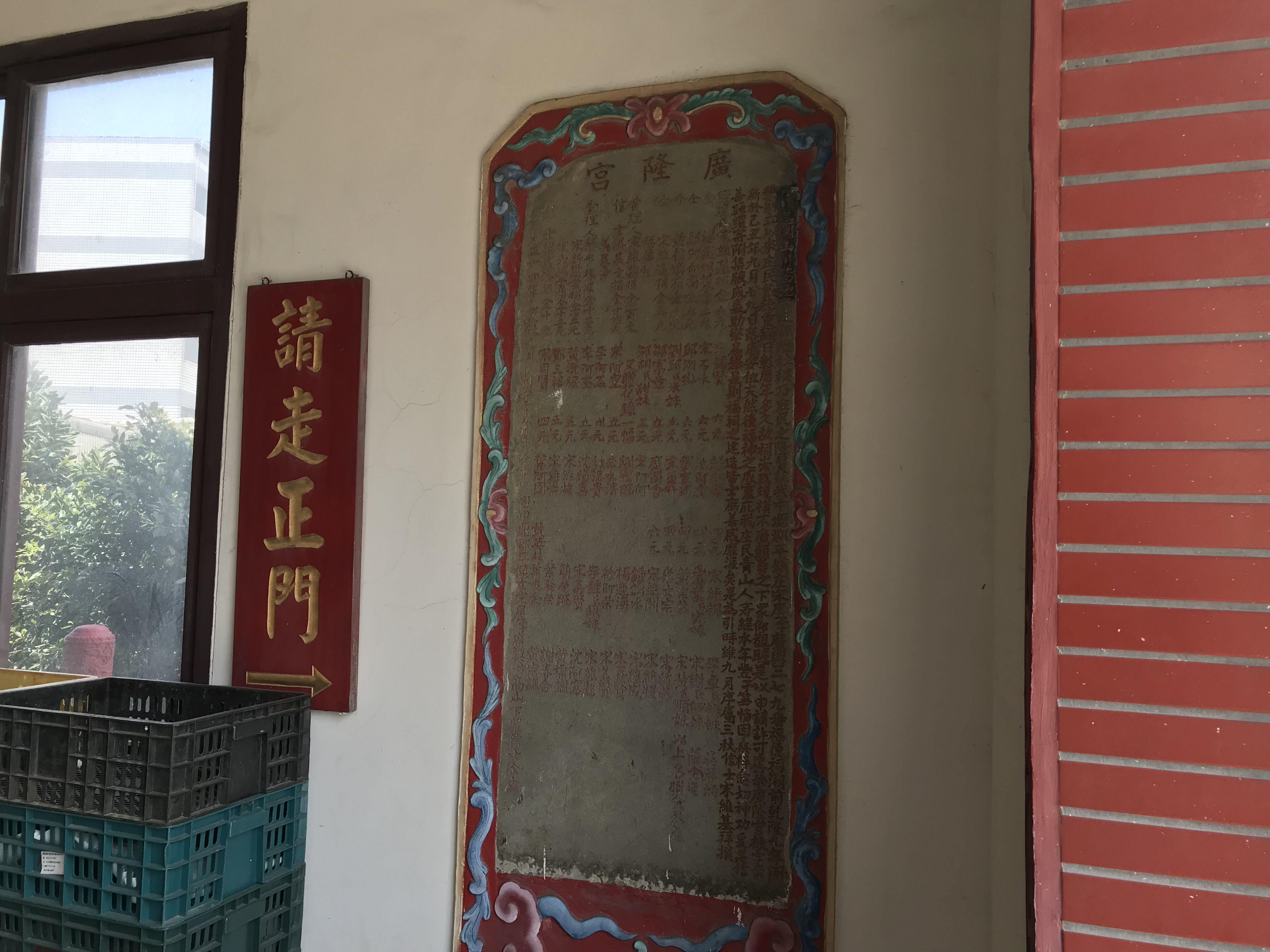
大正十四年（1925年）的碑文寫乾隆九年（1744年）建立。

昔日神像是由三顆石頭疊一起，供民眾膜拜，庄人稱為「水尾伯公」。歷史可追溯至乾隆九年（1744年）。1925年信眾在石頭上建築前後不到一坪地的小亭，後面以一株大榕樹為靠山屏障。
1981年，地方人士有感廟身規模過小，不足容納信徒祭拜，由村長發起信眾募款。平鎮市復旦、高雙、義民、平興、復興、宋屋等九里民眾捐款二千餘萬元。廟地的宋姓地主等十一人人，以半買半送方式將土地捐贈給平鎮鄉公所。
1985年，農曆四月初五月起基動土，同年農曆十二月廿三以大石頭雕刻福德正神。石高四尺七與重達五噸的神像石材來自觀音山。神尊俗稱「大伯公」，並先行安座，但當時物價波動很厲害，延宕至1990年廟身尚未完工，遂由當時平鎮鄉代表會主席謝長斐接任重建主任委員，再次籌募建宮基金，於1993年12月17日落成。廟殿可容納上千人，廟址是平鎮區復興里育達路94號2樓。一樓屬區公所所有，作為社區長壽俱樂部聚會所。大樓地下室則借給桃園登山委員會使用。當年捐地的地主之一宋盛川，自新光合纖退休後，到廣隆宮擔任管理員。

## 祭祀

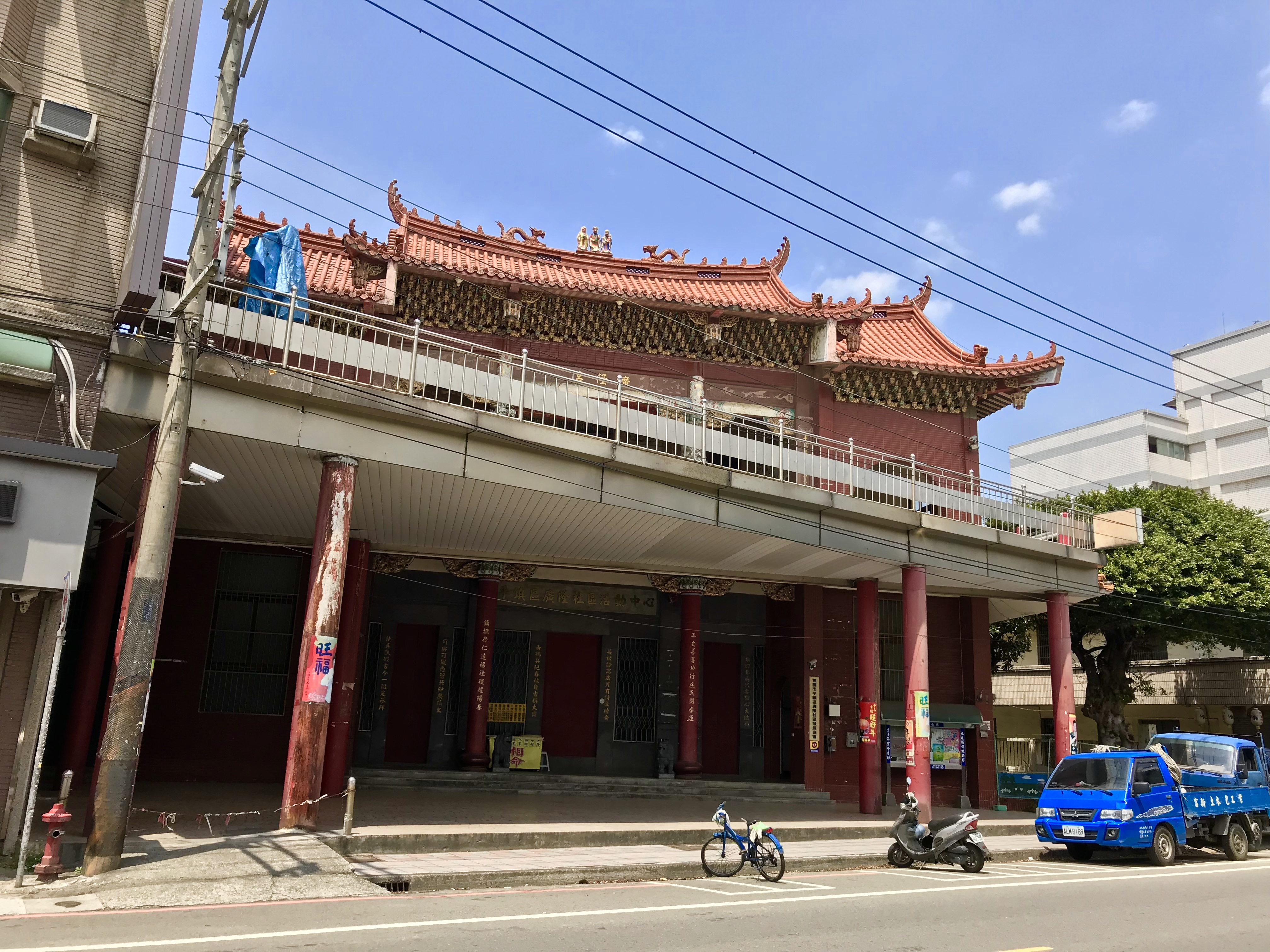
平鎮廣隆宮一二樓

此廟是宋屋地區九個里的信仰中心。旁祀三官大帝、媽祖。鄰近的復旦消防分隊，新人第一件事就是來此祭拜，以祈求轄境平安。李登輝及各級民代、首長，都曾前往上香膜拜。
廟方管理委員會是由原地主脈下一名子孫及轄庄（復興里、復旦里、高雙里、義民里、宋屋里、平興里、廣達里、廣興里、義興里）等九位里長為當然委員，再推薦每里二名委員共二十八人，共同組織管理委員會，選出主任委員、副主任委員、主任監察人各一人。
每年農曆二月初二土地公生日，廣隆宮會作米糕龜，供信眾帶回家吃平安。
農曆八月十四到十六日，廟方舉行「平安戲」。十四日，廟方執事人員會到平鎮褒忠祠、中壢仁海宮等廟迎請香包，邀神明去廣隆宮看戲。當日，九位里長也會隨同大鼓隊車陣，逐一邀請轄內十四位庄頭小土地公到廣隆宮，如新光路二段伯公潭的水頭伯公，新光合纖公司六房伯公，掬水軒對面大塘伯公、吳家伯公、湳尾伯公、梁家伯公等，十六日再將請來的眾伯公一一送返原廟，才算完成全部祭祀。自2008年起，該月與平鎮褒忠祠、雙連坡福明宮、北勢三崇宮、安平鎮鎮安宮、南勢南蒼宮、山仔頂福林宮、平鎮東勢建安宮等大廟舉行聯合遶境。
農曆十一月，廟方會選定一日舉行還冬福。